# Лызиб
Лызиб — деревня в Соликамском районе Пермского края. Входит в состав Касибского сельского поселения.

## Географическое положение
Расположена на правом берегу реки Лысьва, примерно в 3 км к юго-западу от центра поселения, села Касиб, к западу от районного центра, города Соликамск.

## Население
| 2010 |
| ---- |
| 82   |

## Улицы[2]
- 8 Марта ул.
- Горная ул.
- Заречная ул.
- Мира ул.
- Октябрьская ул.
- Полевая ул.

## Топографические карты
- Лист карты O-40-5 Керчевский. Масштаб: 1 : 100 000. Состояние местности на 1981 год. Издание 1988 г.